# Дженурі
Дженурі (італ. Genuri, сард. Genuri) — муніципалітет в Італії, у регіоні Сардинія,  провінція Медіо-Кампідано.
Дженурі розташоване на відстані близько 390 км на південний захід від Рима, 65 км на північ від Кальярі, 21 км на північ від Санлурі, 37 км на північний схід від Віллачідро.
Населення — 342 особи (2014).
Щорічний фестиваль відбувається 8 вересня. Покровитель — Santa Maria.

## Демографія
Населення за роками:

Станом на 1 січня 2023 року в муніципалітеті офіційно проживали 4 іноземці з 2 країн, серед них 3 громадяни країн Євросоюзу.

## Сусідні муніципалітети
- Бараділі
- Сіні
- Дженоні
- Сетцу
- Туррі